# Tisqi
Tisqi (franska: Tisqi (CR), Tisqi (Commune Rurale), arabiska: تاونزا) är en kommun i Marocko.   Den ligger i provinsen Azilal och regionen Béni Mellal-Khénifra, i den nordöstra delen av landet, 210 km söder om huvudstaden Rabat. Antalet invånare är 6 304.